# Uczeń Ducobu
Uczeń Ducobu (fr. L'Élève Ducobu) – belgijska, humorystyczna seria komiksowa dla dzieci autorstwa scenarzysty Benoît Drousie'ego (tworzącego pod pseudonimem Zidrou) i rysownika Bernarda Godisiabois (tworzącego pod pseudonim Godi). Komiks ukazuje się przedpremierowo w odcinkach: od 1992 do 1997 na łamach czasopisma "Tremplin", a od 1997 w magazynie "Le Journal de Mickey". Od 1997 wydawnictwo Le Lombard publikuje serię także w indywidualnych tomach. Po polsku ukazały się pierwsze trzy albumy w latach 2002–2003 nakładem wydawnictwa Podsiedlik, Raniowski i S-ka.

## Fabuła
Seria opowiada o uczniu szkoły podstawowej imieniem Ducobu, za wszelką cenę próbującym "ściągnąć" na sprawdzianach od koleżanki imieniem Léonie. Choć próby te kończą się zawsze niepowodzeniem, Ducobu nie poprzestaje w wysiłkach i zamiast zająć się nauką, wymyśla coraz to nowe sposoby oszukiwania, czym doprowadza do granic wytrzymałości zarówno dziewczynkę, jak i nauczycieli. 

## Tomy
| Tom | Tytuł i rok wydania polskiego | Tytuł i rok wydania oryginalnego                       |
| --- | ----------------------------- | ------------------------------------------------------ |
| 1   | Sztuka ściągania (2002)       | Un copieur sachant copier! (1997)                      |
| 2   | Do kąta! (2003)               | Au coin! (1998)                                        |
| 3   | Podpowiedź albo życie! (2003) | Les Réponses ou la vie? (1999)                         |
| 4   |                               | La Lutte des classes (1999)                            |
| 5   |                               | Le Roi des cancres (2000)                              |
| 6   |                               | Un amour de potache (2001)                             |
| 7   |                               | Vivement les vacances! (2001)                          |
| 8   |                               | Punis pour le meilleur et pour le pire (2002)          |
| 9   |                               | Le Fortiche de la triche (2003)                        |
| 10  |                               | Miss dix sur dix (2004)                                |
| 11  |                               | Peut mieux faire! (2005)                               |
| 12  |                               | 280 de Q.I.! (2006)                                    |
| 13  |                               | Pas vu, pas pris! (2007)                               |
| 14  |                               | Premier de la classe (en commençant par la fin) (2008) |
| 15  |                               | Ça sent les vacances! (2009)                           |
| 16  |                               | Confisqués! (2010)                                     |
| 17  |                               | Silence, on copie! (2011)                              |
| 18  |                               | Révise un max ! (2012)                                 |
| 19  |                               | Ducobu, élève modèle! (2013)                           |
| 20  |                               | 0 + 0 = Duco! (2014)                                   |
| 21  |                               | In-cu-ra-ble (2015)                                    |
| 22  |                               | Système D (2016)                                       |
| 23  |                               | Profession: Tricheur (2017)                            |
| 24  |                               | Attention, école! (2019)                               |
| 25  |                               | L'Idole des écoles (2020)                              |
| 26  |                               | Votez Ducobu! (2021)                                   |
| 27  |                               | Fini de rire! (2023)                                   |

## Adaptacje
Na podstawie serii komiksowej Zidrou i Godi napisali 12 powieści dla dzieci, które ukazały się w latach 2004–2006 nakładem francuskiego wydawnictwa Pocket Jeunesse. W latach 2011, 2012 i 2020 miały też miejsce premiery trzech filmów kinowych będących adaptacją komiksu.